# Sorex longirostris
Sorex longirostris е вид бозайник от семейство Земеровкови (Soricidae).

## Разпространение
Видът е разпространен в САЩ (Алабама, Арканзас, Вирджиния, Джорджия, Западна Вирджиния, Илинойс, Индиана, Кентъки, Луизиана, Мериленд, Мисури, Северна Каролина, Тенеси, Флорида и Южна Каролина).